# Mandragora
Mandragora es un género perteneciente a la familia de las solanáceas (Solanaceae). Comprende 3 o 4 (dependiendo de los autores) especies nativas de Eurasia.

## Descripción
Las especies de este género son herbáceas perennes. Tienen grandes raíces verticales, a veces bifurcadas. Sus tallos son cortos o prácticamente ausentes. Las hojas, de márgenes enteros, dentados, u ondulados, forman una roseta en la base de la planta. Las flores a veces nacen de un tallo corto (escapo) y son solitarias, con verticilos de cinco partes. Los sépalos están unidos en la base, al igual que los pétalos, ambos en forma de campana lobulada. Los estambres son más cortos que los pétalos, unidos al tubo floral hacia la base. El ovario tiene dos cámaras (lóculos). Después de la fertilización, se forma una fruta amarilla o naranja (botánicamente una baya).

## Especies
- Mandragora autumnalis
- Mandragora caulescens
- Mandragora officinarum
- Mandragora turcomanica

## Mitos y usos
La raíz normalmente bifurcada de la mandrágora ha dado lugar a múltiples leyendas, supersticiones y rituales a lo largo de la historia. Durante la Edad Media se la dibujaba como una figura humana y se creía que emitía un grito al sacarla de la tierra capaz de matar a quien se atreviera a ello. Como muchos miembros de las solanáceas, el alto contenido en alcaloides le proporciona su poder alucinógeno. En la medicina tradicional se utilizaba por sus efectos afrodisíacos, eméticos, sedantes y analgésicos.